# 3Com
3Com – były producent podzespołów i akcesoriów służących do tworzenia sieci komputerowych. Przedsiębiorstwo zostało założone w 1979 przez Roberta Metcalfe’a. Jego siedziba główna znajdowała się w mieście Marlborough w stanie Massachusetts.
Wśród produktów można było znaleźć:
- LAN – karty sieciowe, przełączniki, firewalle;
- WAN – routery;
- WLAN – karty sieciowe, przełączniki, firewalle;
- modemy;
- aplikacje zarządzania siecią;
- aplikacje VoIP zawierające rozwiązania PBX, CTI oraz narzędzia oparte na technologiach VoIP i SIP.

Przedsiębiorstwo wykupiło:
- 1992 – BICC Data Networks
- 1993 – Star-Tek, Synernetics
- 1994 – Centrum, NiceCom
- 1995 – AccessWorks, Sonix Communications, Primary Access i Chipcom
- 1996 – Axon, OnStream Networks

W 1997 r. nastąpiła fuzja z U.S. Robotics.
W 2005 r. przedsiębiorstwo rozpoczęło bliską współpracę (także zaangażowała się finansowo) z Huawei, jednym z poważniejszych konkurentów Cisco.
W 2009 r. 3Com został przejęty przez firmę Hewlett-Packard. Informacja o przejęciu została ogłoszona 11 listopada 2009 roku. Przejęcie zostało sfinalizowane 12 kwietnia 2010 i od tego czasu 3Com nie istnieje jako osobny podmiot.